# DN1R
De DN1R (Drum Național 1R of Nationale weg 1R) is een weg in Roemenië. Hij loopt van Huedin via Beliș naar Horea. De weg is 80 kilometer lang. 

## DJ108
Vroeger was de DN1R bekend onder het nummer DJ108. Het was toen een drum județean, een districtsweg. Door het belang van de weg, is de weg opgewaardeerd tot nationale weg.